# 宮城県気仙沼高等学校
宮城県 気仙沼高等学校（みやぎけん けせんぬま こうとうがっこう、英称: Miyagi Prefectural Kesennuma High School）は、宮城県気仙沼市字常楽に位置する県立高等学校である。略称は気高（けこう）。2005年度に男子校の宮城県気仙沼高等学校と女子校の宮城県鼎が浦高等学校が再編統合されて共学校の宮城県気仙沼高等学校となる。さらに2018年度に宮城県気仙沼西高等学校と統合された。

## 設置学科
- 全日制課程
  - 普通科
- 定時制課程
  - 普通科

（※かつて男子校時には商業科もあり、1学年は商業科2、普通科6の計8クラスであった。）

## 交通
- JR東日本気仙沼線BRT・不動の沢駅
- ミヤコーバス九条線・気仙沼高校前停留所

## 沿革
（旧)宮城県気仙沼高等学校
- 1927年3月8日 - 宮城県気仙沼中学校設立認可。
- 1927年4月14日 - 宮城県気仙沼中学校開校式。
- 1948年4月4日 - 学制改革により宮城県気仙沼高等学校に改称。
- 1948年4月14日 - 宮城県気仙沼高等学校開校式。

（旧）宮城県鼎が浦高等学校
- 1923年3月19日 - 町立気仙沼実科高等女学校設立認可。
- 1924年10月27日 - 宮城県気仙沼実科高等女学校に改称。
- 1943年4月1日 - 宮城県気仙沼高等女学校に改称。
- 1948年4月1日 - 学制改革により宮城県気仙沼女子高等学校に改称。
- 1951年3月1日 - 宮城県鼎が浦高等学校に改称。

（新）宮城県気仙沼高等学校（統合校）
- 2002年3月21日 - 宮城県教育委員会が「県立高校将来構想」に基づき、気仙沼高校と鼎が浦高校の統合を発表。
- 2004年3月12日 - 統合後の校名が「宮城県気仙沼高等学校」に決定。
- 2004年5月21日 - 校章、校訓を提唱。
- 2004年9月21日 - 女子は鼎が浦高校のセーラー服を引き継ぎ、制服が制定。
- 2005年1月26日 - 熊谷龍子作詞、加古隆作曲の校歌が制定。
- 2005年4月8日 - 宮城県気仙沼高等学校（統合校）が開校。
- 2016年年度 - スーパーグローバルハイスクール指定校（2020年度までの5年間）[1]。
- 2018年4月1日 - 宮城県気仙沼西高等学校と統合。

## 教育目標
- 新しい時代に対応できる学力の形成を図り、創造的能力の啓発に努め、国家、社会の有為な形成者としての資質を養う。
- 心身を鍛え、豊かな情操と協同の精神を培い、個性の伸長を図る。
- 地域の自然や文化を尊び、国際的視野に立ち活躍する人材を育成する。

## 部活動
- 運動系
  - 硬式野球、軟式野球、バスケットボール、バレーボール、ソフトボール、バドミントン、陸上競技、サッカー、テニス、ソフトテニス、弓道、卓球、フェンシング、柔道、剣道、空手道
- 文化系
  - 吹奏楽、マンドリン、写真、合唱、演劇、茶華道、自然科学、文芸、囲碁、将棋、ダンス、軽音楽、美術、調理、情報処理、社会福祉

以前は登山部が存在した。

## 教職員
- 菅原智恵子 - 保健体育科教諭、フェンシング部顧問
- 千田健一 - 社会科教諭、フェンシング部顧問

歴代校長
- 小山惇（初代）2018年 -
- 狩野秀明（第2代）2019年 -
- 荒木順（第3代）2021年 -

## 出身者
国会議員
- 日出英輔 - 参議院議員・外務大臣政務官、農林水産省農蚕園芸局長・農林漁業金融公庫理事
- 小野寺五典 - 衆議院議員・防衛大臣

市区町村長、地方議会議員
- 小野寺信雄 - 気仙沼市長、県議会議長
- 菅原雅 - 気仙沼市長、市観光協会会長、男山本店会長
- 菅原茂 - 気仙沼市長
- 境恒春 - 宮城県議会議員、日本ベトナム障がい者支援センター理事

研究・教育
- 佐々木宏幹 - 宗教人類学博士、駒澤大学名誉教授
- 守屋洋 - 中国文学者、SBI大学院大学教授
- 藤村和男 - 教育学者、教科書研究センター研究部長
- 梅内拓生 - 医学博士、東京大学名誉教授、吉備国際大学学長、世界保健機関本部感染対策次長
- 川島秀一 - 民俗学博士、東北大学災害科学国際研究所教授、日本民俗学会会長
- 長峯純一 - 経済学博士、関西学院大学教授

法曹・医師
- 佐々木善三 - 検事、弁護士

経済
- 尾形英夫 - 編集者、徳間書店常務
- 熊谷満 - 東北電力副社長、ユアテック社長・相談役
- 小野寺重之 - Jリーグ柏レイソル社長
- 村上教行 - イオンモール社長、イオン 顧問、イオン東北代表

文学・芸術
- 大友信彦 - スポーツライター
- 生島淳 - スポーツジャーナリスト
- 熊谷千寿 - 英米文学翻訳家

芸能
- 村上弘明 - 俳優
- 千葉一伸 - 声優
- 柳家三寿 - 落語家
- バイソン片山 - ドラマー、タレント
- マギー審司 - マジシャン、タレント
- SAKAI - 歌手、タレント

アナウンサー
- 生島ヒロシ - TBS、タレント
- 菅原克彦 - 北海道放送、フリー
- 藤村惠一 - テレビ岩手

スポーツ
- 島田源太郎 - プロ野球選手・大洋ホエールズ投手、コーチ、解説者
- 小山正 - プロ野球選手・大洋ホエールズ捕手
- 三浦正規 - プロ野球選手・近鉄バファローズ内野手
- 東孝 - 空手家、大道塾塾長
- 千田健一 - フェンシング選手・1980日本代表、指導者
- 千田健太 - フェンシング選手・2012年ロンドンオリンピック団体銀メダリスト
- 畠山知己 - ヨット選手、早稲田大学ヨット部監督
- 気仙沼二郎 - プロレスラー
- 鈴木麻優 - 騎手

## 備考
- 女子の制服は鼎が浦高校の黒セーラー服を引き継いでいる。鼎が浦高校と気仙沼高校が統合する際、従来のセーラー服とは異なる制服を新たに採用する案があったが、在校生や卒業生が反対。生徒会が制服改定反対の署名を集めるなどした結果、伝統あるセーラー服が統合後も残されることになった。なお、宮城県の公立高校で現在セーラー服を制服に採用しているのは、本校のほかは仙台市立仙台青陵中等教育学校後期課程の夏服だけである。
- 2011年の東日本大震災の際には本校体育館が避難所として使用された。また、震災の影響により気仙沼線が不通になったため、これを利用していた生徒らが通学できなくなった。この生徒らは、本校の武道館で生活したり、転校したりした。